# Eparchie bălțijská
Eparchie Bălți je eparchie moldavské pravoslavné církve.

## Území a titul biskupa
Zahrnuje správní hranice území města Bălți, Glodenijského, Sîngereiského a Făleştijského rajónu Moldavska.
Eparchiálnímu biskupovi náleží titul biskup bălțijský a făleştijský.

## Historie
Roku 1923 se město Bălți stalo centrem chotynské eparchie.
Ve 40. letech zde vznikla eparchie, která byla brzy zrušena.
Dne 20. července 1990 byl Svatým synodem Ruské pravoslavné církve zřízen bălțijský vikariát kišiněvské eparchie.
Dne 6. října 2006 Svatý synod zřídil samostatnou eparchii.

## Seznam biskupů

### Eparchie bălțijská
- 1940–1941 Alexij (Sergejev) dočasný správce

### Bălțijský vikariát kišiněvské eparchie
- 1990–1992 Petru (Păduraru)

### Eparchie bălțijská
- od 2007 Marchel (Mihăescu)